# Santiago Atitlán
Santiago Atitlán è un comune del Guatemala facente parte del dipartimento di Sololá.